# Dinegro (métro de Gênes)
Dinegro est une station de métro à Gênes, en Italie. Située sur la seule ligne du métro de Gênes entre Brin et Principe, cette station souterraine dessinée par l'architecte Renzo Piano a été mise en service le 13 juin 1990.

## Situation sur le réseau
Établie en souterrain, Dinegro est une station de passage de l'unique ligne du métro de Gênes. Elle est située entre la station Brin, terminus nord-ouest, et la station Principe, en direction du terminus est Brignole.

## Histoire
La station Dinegro est mise en service le 13 juin 1990, lors de l'ouverture de la première section de la ligne de Brin à Dinegro.

## Services aux voyageurs

### Desserte
Dinegro est desservie par les rames qui circulent sur l'unique ligne du réseau, de Brin à Brignole.

Installations et desserte
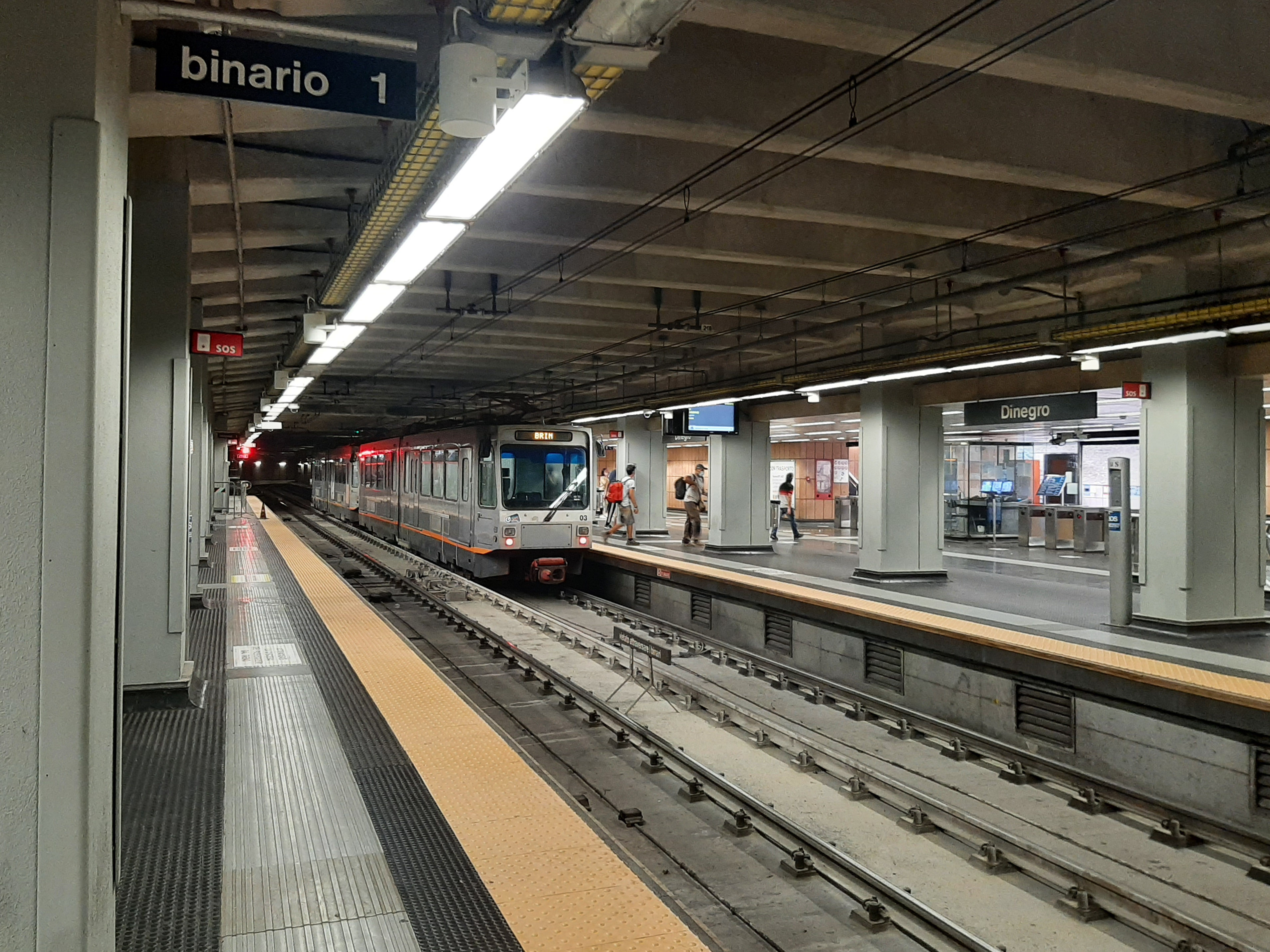
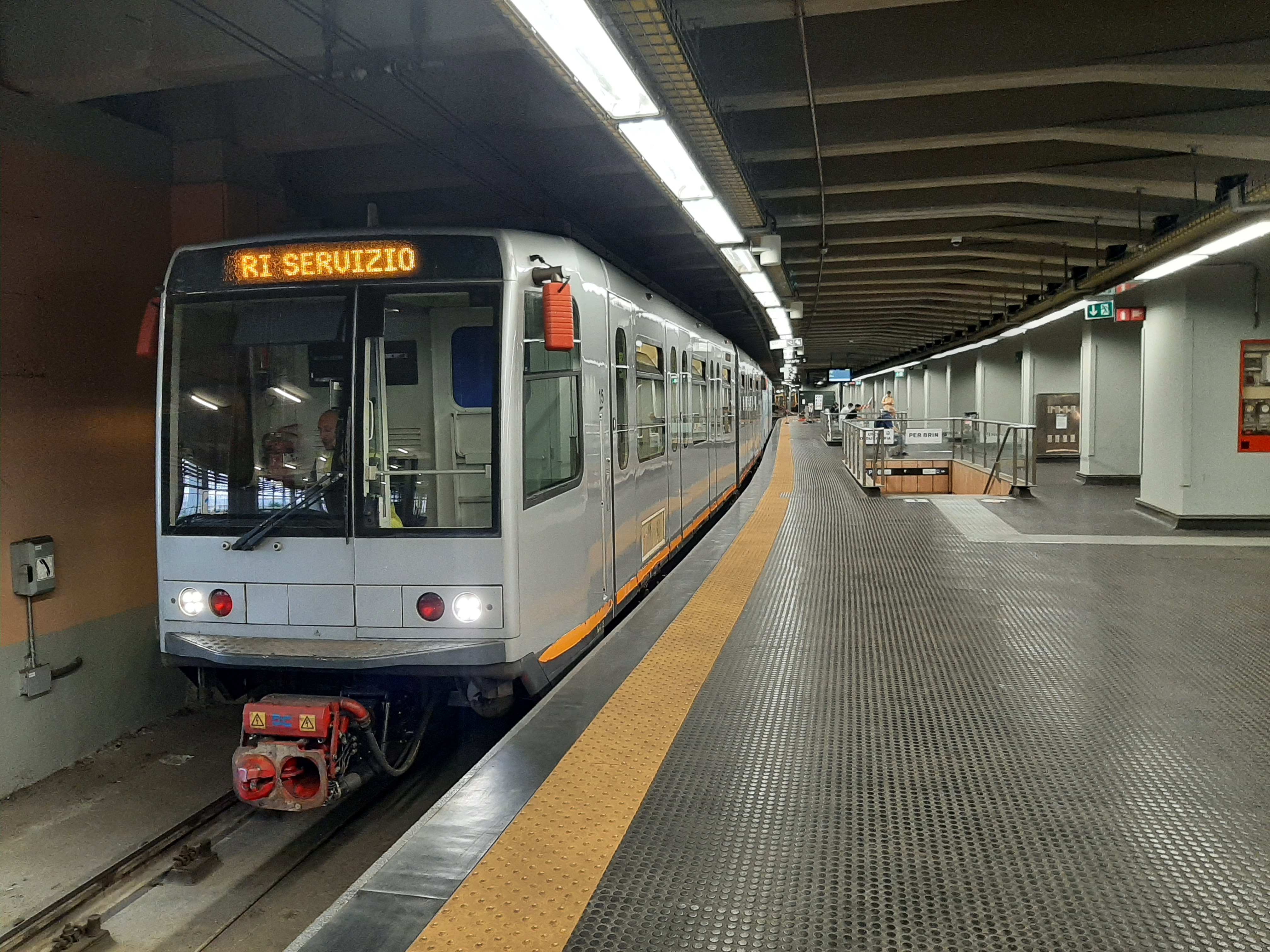